# فرانچسکو کوکو

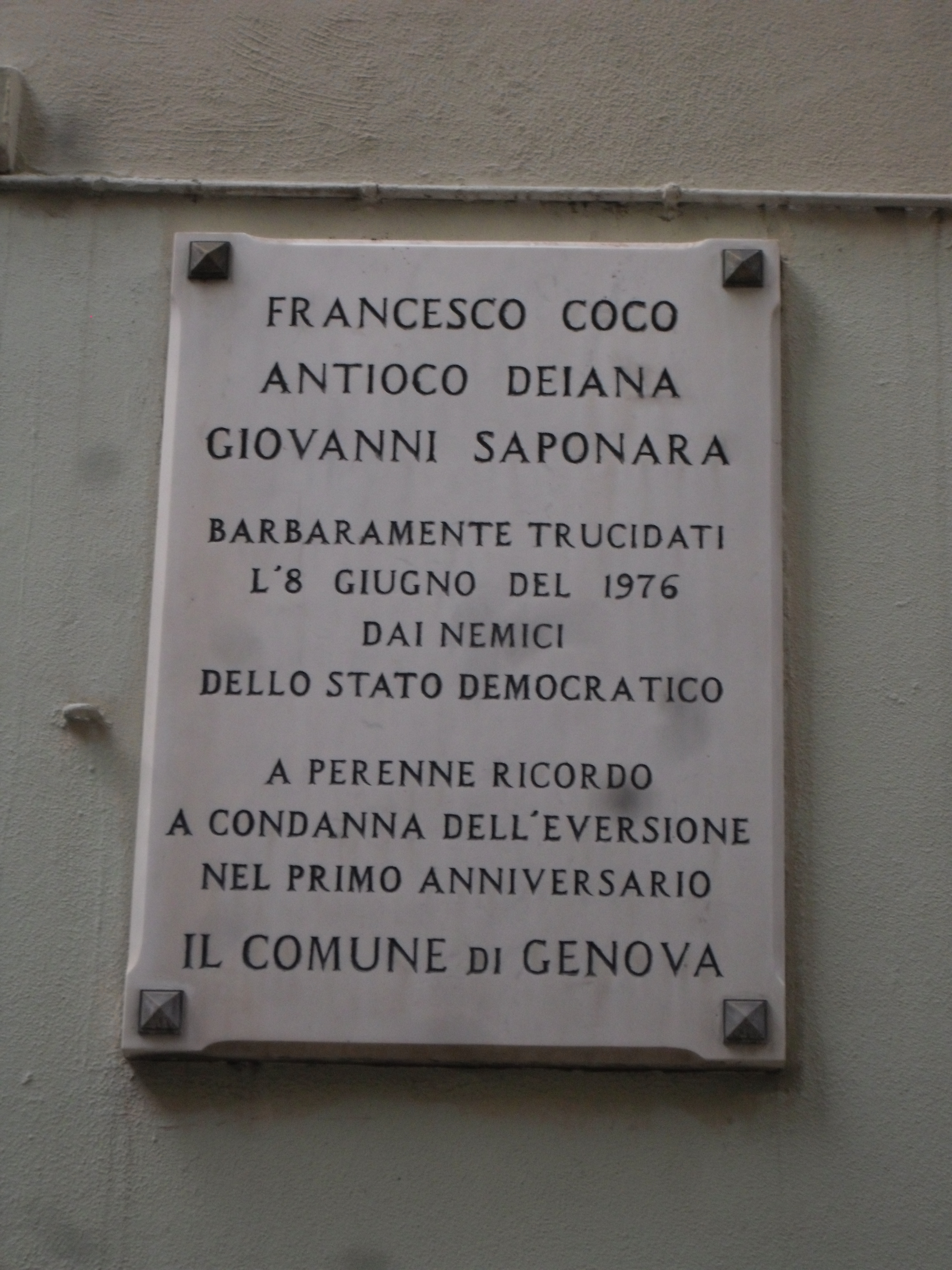
دیوار کوب فرانچسکو کوکو به یک دیوار

فرانچسکو کوکو (به ایتالیایی: Francesco Coco) بازیکن سابق فوتبال و اهل ایتالیا است 

## تیم ملی
از سال ۲۰۰۰ میلادی عضو تیم ملی فوتبال ایتالیا بوده و در ۱۷ بازی ملی حضور داشته‌است. او در بازی‌های ملی‌اش گلی به ثمر نرساند.
فرانچسکو کوکو آخرین بازی ملی خود را در سال ۲۰۰۲ میلادی انجام داد.